# 小行星3291
小行星3291（3291 Dunlap）是一颗绕太阳运转的小行星，为主小行星带小行星。该小行星于1982年11月14日发现。

## 轨道参数
小行星3291的轨道半长轴为3.1455987 UA，离心率为0.104。